# Ehoud Avriel
Ehoud Avriel (en hébreu : אהוד אבריאל), né le 19 octobre 1917 à Vienne en Autriche-Hongrie et mort le 27 août 1980 à Tel Aviv, est un homme politique et diplomate israélien sioniste.

## Biographie
Ehoud Avriel est né en Autriche-Hongrie. Il émigre en Palestine en 1939.
Il compte parmi les fondateurs du kibboutz Néot-Mordéhaï. Durant la Seconde Guerre mondiale, il siège à Constantinople et y mène différentes activités de sauvetage des Juifs d'Europe.
Après la Seconde Guerre mondiale, aux côtés de Shaoul Avigour, Avriel organise l'émigration illégale depuis Paris vers la Palestine mandataire, où les Britanniques interdisent l'entrée des émigrants juifs.
À la veille de la Guerre d'indépendance, il part pour la Tchécoslovaquie, afin d'obtenir des armes pour la défense du futur État. Ces dernières arrivent en Israël en avril 1948, et serviront aux combattants de l'opération Nachshon et à la défense de Mishmar-Haémek.
Après l'indépendance d'Israël, Ehoud Avriel est nommé ambassadeur de l'État d'Israël dans plusieurs pays et dirige différents services gouvernementaux.
Il fait partie de la jeune garde du Mapaï et s'est associé à la création du Rafi.
Ehoud Avriel meurt en 1980. Le kibboutz Néot-Mordéhaï entretient jusqu'à aujourd'hui son souvenir.

## Ouvrage
- Open the Gates, The Dramatic Personal Story of "Illegal" Immigration of Israel, Littlehampton Book Services Ltd, 1975  (ISBN 978-0297769699)